# 대산초등학교 웅도분교
대산초등학교 웅도분교는 대한민국 충청남도 서산시에 있었던 공립 초등학교이다.

## 학교 연혁
- 1952년 4월 1일 : 대산국민학교 웅도분교 개교
- 1996년 3월 1일 : 대산초등학교 웅도분교로 개칭
- 2016년 2월 29일 : 대산초등학교로 통폐합[1]